# Фрассіно
Фрассіно (італ. Frassino, п'єм. Frasso) — муніципалітет в Італії, у регіоні П'ємонт,  провінція Кунео.
Фрассіно розташоване на відстані близько 520 км на північний захід від Рима, 65 км на південний захід від Турина, 30 км на північний захід від Кунео.
Населення — 279 осіб (2014).
Покровитель — святий Степан.

## Демографія
Населення за роками:

Станом на 1 січня 2023 року в муніципалітеті офіційно проживало 15 іноземців з 8 країн, серед них 10 громадян країн Євросоюзу та 1 громадянин України.

## Сусідні муніципалітети
- Броссаско
- Мелле
- Сампере
- Сан-Дам'яно-Макра